# Láhev

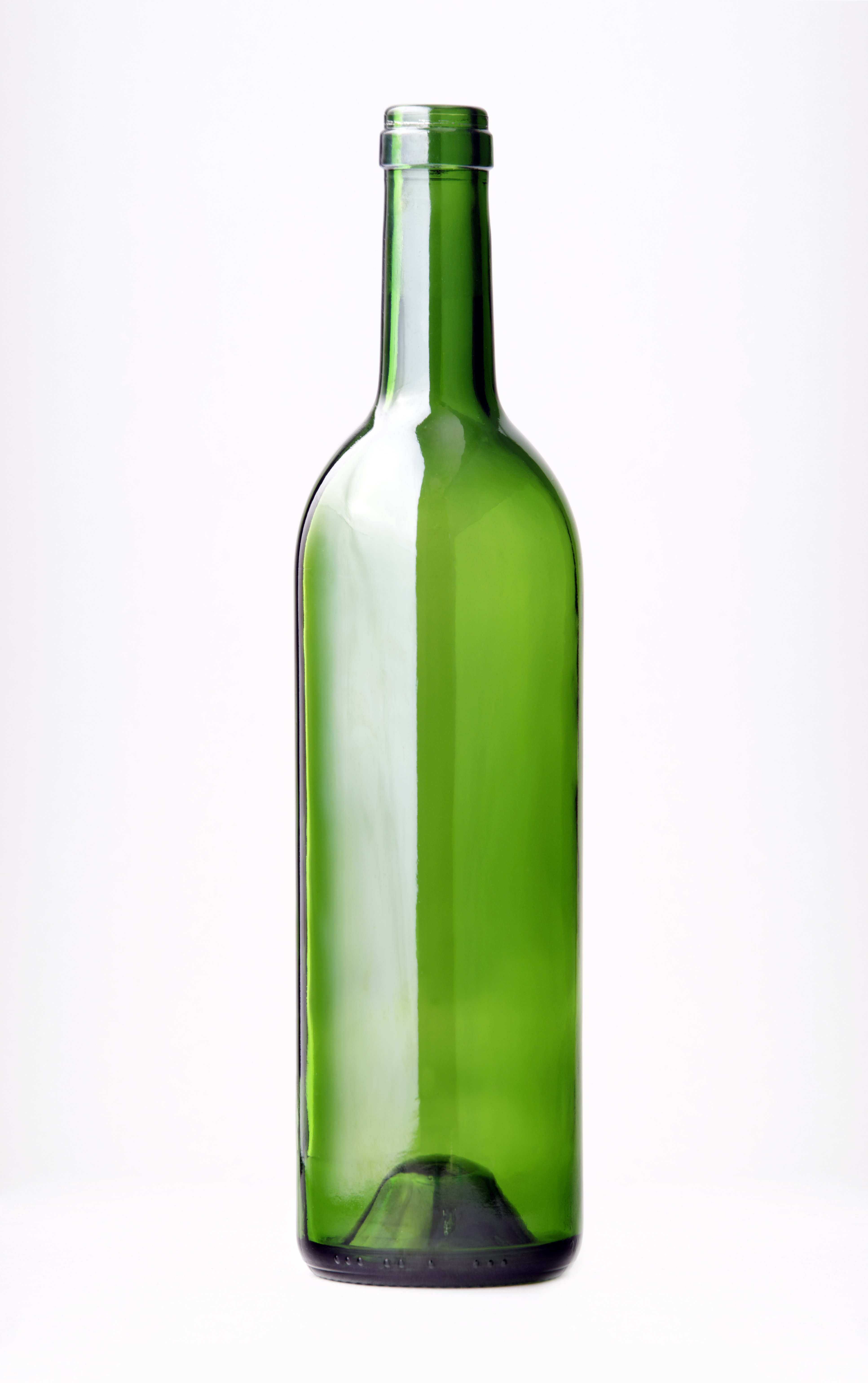
Skleněná láhev

Láhev nebo též lahev (lidově flaška z německého die Flasche) je malý dutý zásobník s přístupovým otvorem, úzkým hrdlem a širším tělem. Otvor bývá uzavíratelný zátkou či špuntem, šroubovacím uzávěrem nebo jednorázovým plechovým víčkem, které se strojově ohýbá přes obrubu hrdla.
Lahve jsou vyráběny nejčastěji ze skla, plastu, nebo hliníku a primárně slouží k úschově kapalin jako (mléko, voda, pivo, víno a jiné nápoje, dále také olej, kečup, ředidlo, šampon, inkoust apod.), ale používají se také na skladování plynů (tlakové lahve, obvykle ocelové). Termínem polní láhev neboli čutora bývá označována speciální plechová láhev z výzbroje pěšího vojáka, čutory jsou i dnes běžně používány při výletech do přírody či při táboření ve volné přírodě (myslivost, tramping, skauting, turistika) coby nádoby na vodu, čaj či jiné nápoje. Pro výživu kojenců se používá malá speciální lahev na mléko nazývaná kojenecká láhev. Velkou lahví je i skleněná nádoba na víno či destiláty nazývaná demižon. Do malých skleněných lahviček bývají ukládána též léčiva, těmto lahvičkám se říkává lékovky. Parfémy jsou plněny do flakonů.
Některé druhy lahví je možno znovu použít (zejména lahve skleněné) a jsou zpětně vykupovány, jiné končí v recyklačních kontejnerech a jsou z nich následně vyráběny nové výrobky (láhve z umělé hmoty neboli PET lahve, skleněné láhve mohou obsahovat až 80 procent recyklovaného skla). Skleněné láhve jsou vnímány jako nejvíce udržitelné, ale náročnost výroby a recyklace je nečinní nejudržitelnější možností. Je ale zdravější variantou než například PET láhev, protože obsahuje méně mikroplastů.